# 天主教葉爾加瓦教區
天主教葉爾加瓦教區（拉丁語：Dioecesis Ielgavensis、拉脫維亞語：
）是羅馬天主教在拉脫維亞的一個教區，屬天主教里加總教區。成立於1995年12月2日。
教區包括傳統上稱為瑟米利亞的地區，座堂位於葉爾加瓦。2010年有教友80,520人，佔轄區總人口24.4%。教區下轄五十九個堂區，有廿七名司鐸。現任主教為愛德華·巴甫洛夫斯基斯。